# Isla Necker (Islas Vírgenes Británicas)
La Isla Necker (en inglés: Necker Island) es una isla de 74 acres (300 000 m²) en las Islas Vírgenes Británicas, al norte de la isla Virgen Gorda. Toda la tierra en la isla es propiedad de Sir Richard Branson, famoso por su marca Virgin, que forma parte de la cartera de Virgin Limited Edición de propiedades de lujo. La isla entera funciona como un complejo y tiene capacidad para 28 personas.
La isla fue llamada así en honor de un comandante de escuadrón neerlandés del siglo XVII conocido como Johannes de Neckere, aunque permaneció deshabitada hasta el siglo XX.
Según publicó el dominical The Sunday Times en su página digital, el dueño del grupo Virgin,  Richard Branson, decidió fijar residencia en su isla caribeña de Necker para no pagar tantos impuestos en su país.

## Ubicación
Isla Necker se encuentra en la latitud 18.55 norte y la longitud 64.35 oeste en la sección este de las Islas Vírgenes Británicas. Se trata de 5,9 km al norte de Virgin Gorda y al noreste de Isla Prickly Pear y también Isla Mosquito Island (a veces deletreado Moskito Island), que también es propiedad de Branson. Las Islas Vírgenes Británicas (BVI) son un grupo de islas de 1815 km al sureste de Miami, Florida, 184km al este de San Juan, Puerto Rico, y aproximadamente 175km al noroeste de St. Barts.

## Historia
La isla recibió su nombre del comandante del escuadrón holandés del siglo XVII, Johannes de Neckere, aunque permaneció deshabitada hasta finales del siglo XX.
En 1965, el fotógrafo Don McCullin y el periodista Andrew Alexander pasaron 15 días en la isla a instancias del periódico 'The Daily Telegraph' para el cual trabajaron. El editor de la revista tenía la esperanza de que sobrevivirían a su aventura náufrago durante al menos tres semanas, pero como McCullin relató más tarde, "debido a nuestra creciente debilidad... de temperamento, y fuera del agua, izamos la bandera roja y nos quitan en las primeras horas del decimoquinto día". Según McCullin, no había nada idílico en la isla desierta: "Los mosquitos y otros insectos eran más venenosos y persistentes que cualquiera que hubiera encontrado en Vietnam o en el Congo".

## Eventos notables

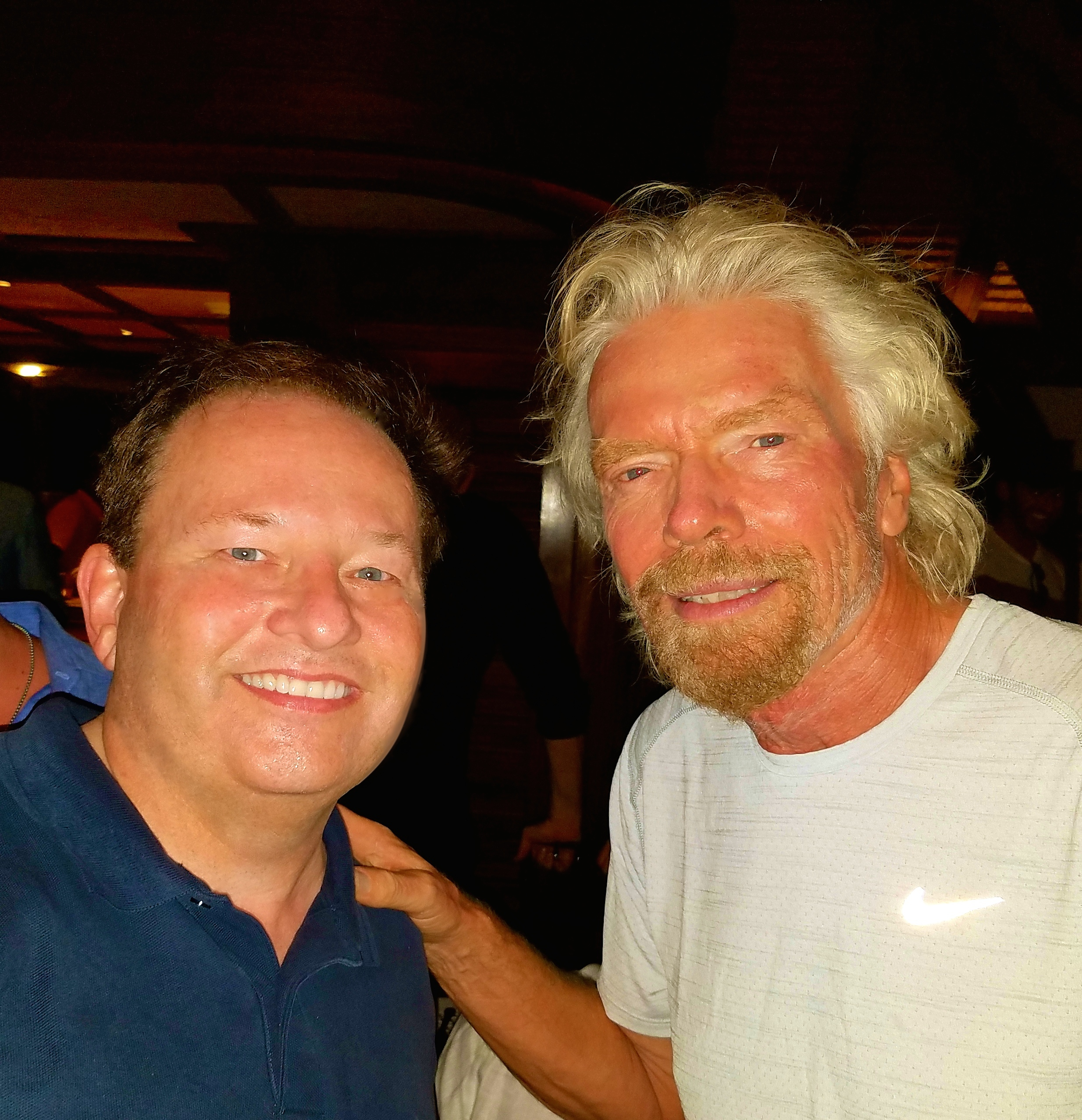
Wendell Brown (izquierda) y Richard Branson (derecha) en Necker Island durante el evento Extreme Tech 2017

El  Extreme Tech Challenge  de Richard Branson ha sido presentado anualmente en Necker Island desde 2015. Descrito como uno de los concursos de tecnología más grandes del mundo, el desafío comienza en el Consumer Electronics Show anual en Las Vegas con la parte superior 10 nuevas innovaciones avanzan a la final en Necker Island, donde Branson se une al panel de jueces junto con figuras tecnológicas e inversores de Silicon Valley. 
La Necker Cup, un torneo de tenis de exhibición que se celebra al final de la temporada de tenis, se celebra anualmente en la isla desde 2012. 
En febrero de 2017, el expresidente de los EE. UU., Barack Obama, y su esposa, Michelle, visitaron a Necker como invitados de Sir Richard Branson. 
El 22 de agosto de 2011, The Great House se incendió en un incendio que se cree fue causado por un rayo de la tormenta tropical Irene. En ese momento, la casa estaba ocupada por hasta veinte invitados, y el propio Branson se alojaba en una residencia cercana. Todos los invitados escaparon ilesos de la casa en llamas, que fue totalmente destruida. Entre los veinte ocupantes se encontraban la actriz Kate Winslet, la madre de Branson Eve, de 90 años, y su hija Holly, de 29 años. La Gran Casa fue posteriormente reconstruida con una Gran Sala ampliada.
El 6 de septiembre de 2017, el huracán Irma, un huracán de categoría 5, tocó tierra en la isla Necker y destruyó la mayor parte de la isla. Branson fue citado diciendo "Nunca he visto algo como este huracán. Necker y toda el área han sido completamente devastadas". En 2018, la mayoría de las estructuras dañadas habían sido reconstruidas. 

## Propiedad de la tierra por Richard Branson
Richard Branson se enteró de que algunas de las islas de las Islas Vírgenes Británicas estaban a la venta en 1978. Branson poco después fue a las Islas Vírgenes Británicas para pasar unas vacaciones para investigar los posibles bienes inmuebles. Al observar por primera vez las islas, imaginó utilizarlas para colocar estrellas de rock para su sello discográfico. A su llegada, les dieron una villa de lujo y viajaron por las islas en helicóptero. La última isla que vio fue Necker Island, y después de subir la colina y quedar asombrado por la vista y la vida silvestre, decidió comprar la isla. Después de hacer una oferta lowball de $ 100,000 para la isla de $ 6 millones (debido a sus fondos relativamente modestos en ese momento de su carrera), fue rechazado y escoltado de regreso a la parte continental. Un año después, el propietario, John Lyttelton, 11.º vizconde Cobham, que necesitaba capital a corto plazo, finalmente se conformó con $ 180,000. Sin embargo, el gobierno impuso una restricción a los propietarios de tierras extraterrestres: que el nuevo propietario tenía que desarrollar un complejo dentro de los cuatro años o la isla volvería al estado. Branson se comprometió a construir un resort en la isla de sus sueños tropicales. 
Cuando Branson compró la isla, estaba deshabitada. Compró la isla a la edad de 28 años, solo seis años después de comenzar Virgin Group. Tomó tres años y unos US $ 10 millones para convertirlo en un refugio privado en la isla. Utilizando piedra local, maderas duras brasileñas, antigüedades asiáticas, alfombras indias, piezas de arte y telas y muebles de bambú de Bali, los arquitectos y diseñadores crearon una villa de estilo balinés de 10 dormitorios que corona una colina sobre la playa. Cada una de las diez habitaciones tiene paredes abiertas, brindando una vista de 360 grados y enfriando vientos desde cualquier dirección de la casa. La isla tiene alojamiento para 30 personas y alquila en total a US $ 65,000 por día, US $ 2,167 por persona por día. El costo de la estadía incluye el acceso a dos playas, piscinas privadas, canchas de tenis, vistas panorámicas, un chef personal, un equipo de aproximadamente 100 empleados y una amplia gama de equipos para deportes acuáticos.

## Privacidad y acceso
Aunque la tierra en la isla es completamente privada, según la ley de las Islas Vírgenes Británicas, todas las playas hasta la línea de marea alta son tierras de la Corona, y están abiertas al público.